# Poznań, wiosna i my
Poznań, wiosna i my – piosenka zespołu Andrzej i Eliza, wydana w 1978 roku.

## Opis
Piosenka przedstawia Poznań, jako radosne, wiosenne miasto, które "kusi niczym dziewczyna
w tulipanowej sukience". Jest ono widziane oczyma młodego chłopaka, skorego do zakochania się.